# Lexington (comté de Scott, Indiana)
Pour les articles homonymes, voir Lexington.
Pour l’autre communauté non incorporée du même État, voir Lexington (comté de Carroll, Indiana).
Lexington est une communauté non incorporée, dans l’État de l’Indiana, aux États-Unis. Cette ville est située à environ 16 kilomètres de la rivière Ohio et à environ 45 kilomètres de Louisville, Kentucky. La ville en elle-même a été fondée avant que l’État de l’Indiana ne devienne le 19e État des États-Unis en 1816 et était localisée dans le comté de Jefferson. C'était le siège de 1820 à 1874 avant que des chefs locaux ne choisissent finalement un emplacement plus central, à Scottsburg, ce qui a ensuite créé pendant plusieurs décennies l'animosité entre les résidents des deux villes.

## Histoire
Lexington était une des huit villes que l'on a considérées comme la première capitale de l'Indiana qui est aujourd’hui Corydon. C'était à l'origine dans le comté de Jefferson jusqu'en 1820 où Scott County a été créé avec des comtés voisins : Jennings, Jefferson, Clark, Washington et Jackson.[pas clair] Comme il n'y avait aucune autre ville dans le comté, Lexington a été choisi comme le chef-lieu. En raison de son emplacement dans la partie sud-est du comté, il y a eu plusieurs tentatives échouées de délocalisation du siège à un emplacement plus central, qui n'est en réalité arrivée qu’en 1874 où il a été transféré à Scottsburg, dont le nom à l'époque était orthographié Scottsburgh. Le changement de siège a créé certaines tensions entre les deux villes.
Le raid de Morgan est passé par Lexington pendant la guerre de Sécession les 10-11 juillet 1863, rencontrant peu de résistance dans la ville. Reno, gang qui a commis les premier et deuxième vols de train aux États-Unis a été retenu dans la prison du comté de Scott à Lexington en 1868 pour le vol à Marshfield le 22 mai, communauté maintenant disparue. Ils ont été transférés à la prison du comté de Floyd à New Albany, l'Indiana puis finalement dans la cage à escalier de la prison quand une foule a fait irruption le 11 décembre 1868.

## Personnalités liées à la ville
- William Hayden English, candidat démocrate à la vice-présidence en 1880 ;
- Joseph Hooker Shea (en), ambassadeur américain au Chili de 1916 à 1921.